# Fot
Fot (simbol ph) je stara enota za osvetljenost oz. svetlobni tok na enoto površine po sistemu enot CGS (centimeter-gram-sekunda). Fot ne spada med SI enote, ga je pa možno enostavno pretvoriti v SI enoto luks.
{\displaystyle 1\ \mathrm {fot} =1\ {\frac {\mathrm {lumen} }{\mathrm {centimeter} ^{2}}}=10000\ {\frac {\mathrm {lumen} }{\mathrm {meter} ^{2}}}=10000\ \mathrm {luks} =10\ \mathrm {kiloluks} }